# Distretto di Copa
Il distretto di Copa è uno dei cinque distretti della provincia di Cajatambo, in Perù. Si trova nella regione di Lima e si estende su una superficie di 212,16 chilometri quadrati.
Istituito il 2 gennaio 1857, ha per capoluogo la città di Copa.